# Robot industrial

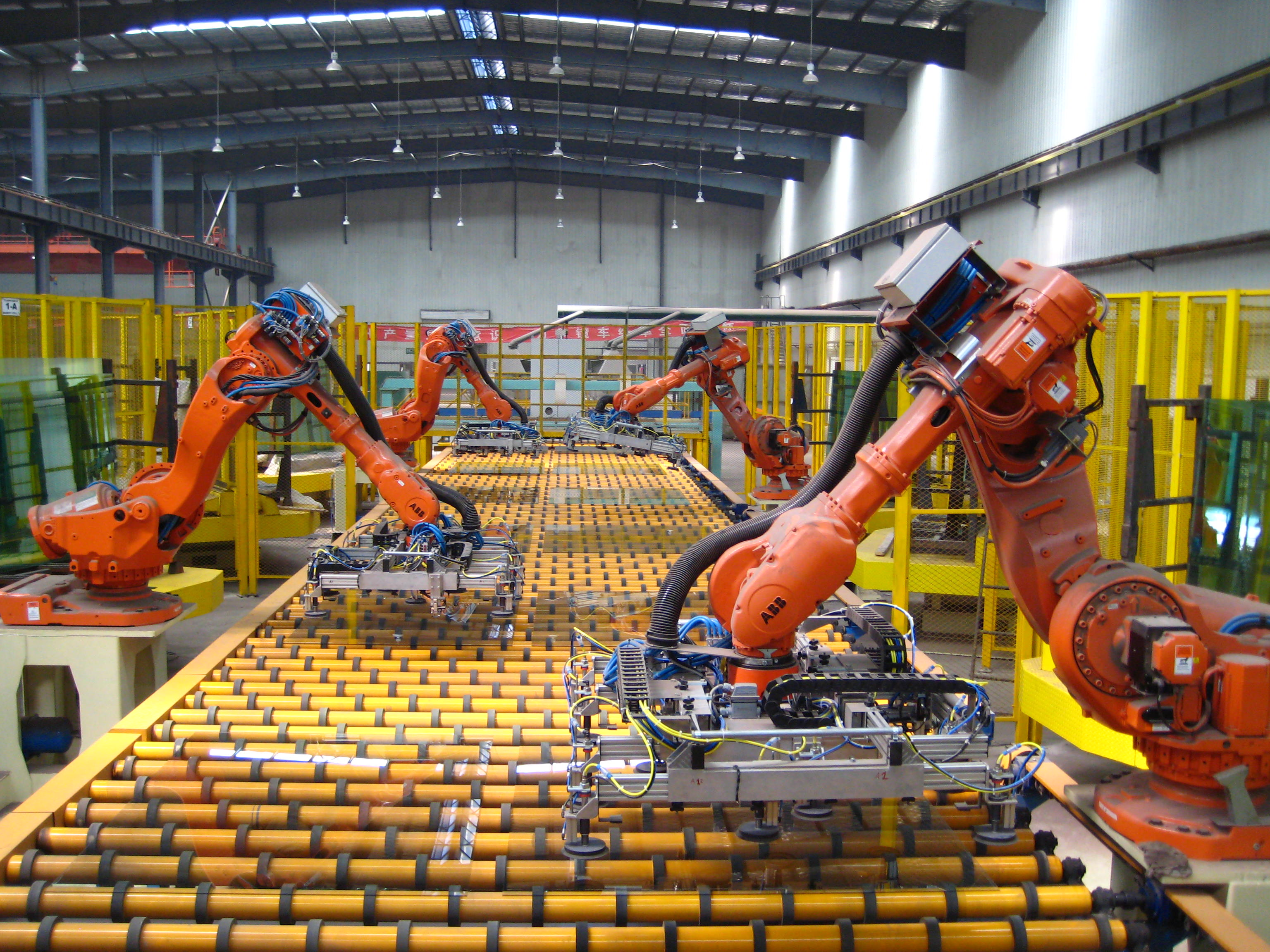
Robots industrials articulats, de l'empresa ABB, movent panells de vidre amb terminals de buit.

Un robot industrial és un sistema mecànic articulat, amb tres graus de llibertat o més, controlat automàticament, reprogramable i que es pot emprar en diverses tasques industrials.
Un robot industrial està format per un manipulador i un sistema de control. El manipulador és una estructura mecànica, uns elements rígids i articulacions, que es mou gràcies a uns accionaments, els motors o actuadors. El sistema de control és el conjunt d'elements electrònics i informàtics que s'encarrega de controlar els accionaments i generar les trajectòries de la part mecànica. Per acomplir diferents tasques els robots disposen de terminals, eines que s'instal·len al manipulador. Aquests sistemes robòtics treballen dins de cel·les, espais protegits amb mesures de seguretat on no poden entrar-hi persones. Durant la instal·lació d'aquests sistemes s'han d'avaluar els riscos, garantint el compliment d'uns estàndards de seguretat estrictes.
L'any 2023, segons la Federació Internacional de Robòtica, s'estimava que hi havia aproximadament 4,3 milions de robots industrials operatius al món. La tendència en instal·lacions de robots industrials és creixent globalment, l'any 2023 se'n van instal·lar 541.302 unitats. Els països asiàtics encapçalen la incorporació de robots amb un 70% del proveïment global, destacant especialment la Xina amb un estoc operatiu de 1,8 milions de robots. Actualment també s'estan popularitzant els robots col·laboratius, capaços d'operar en entorns de treball compartits amb persones, que el 2023 representaven aproximadament el 10,5% de la quota de mercat total dels robots industrials instal·lats aquell any.

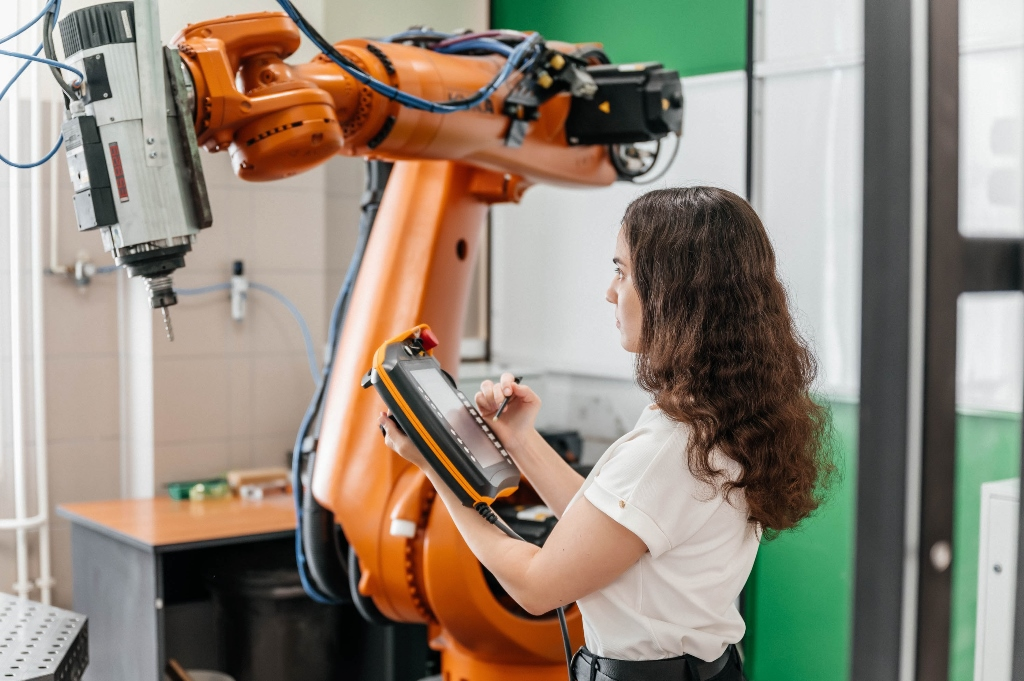
Una programadora de robots de la Universitat Politècnica de Tomsk, Rússia. En segon pla es pot veure el robot industrial, de l'empresa KUKA, amb un terminal de perforació.

## Elements d'un robot industrial
Les parts fonamentals d'un robot industrial són el manipulador i el sistema de control. El manipulador, braç o estructura mecànica és un conjunt de sòlids rígids, articulats entre ells, amb accionaments que ofereix diversos graus de llibertat. Per altra banda, el sistema de control és el conjunt d'elements electrònics i informàtics que permeten monitorar i controlar l'estructura mecànica del robot i comunicar-se amb l'entorn, equipament o usuaris. Sovint el sistema de control s'agrupa físicament en una unitat de control o controlador.
Un sistema robòtic incorpora un robot industrial, un terminal i qualsevol equipament o maquinari extern necessari per a la realització de la tasca encomanada. Una cel·la robòtica és un o més d'aquests sistemes robòtics, amb tot el maquinari associat, en un espai protegit amb mesures de seguretat.

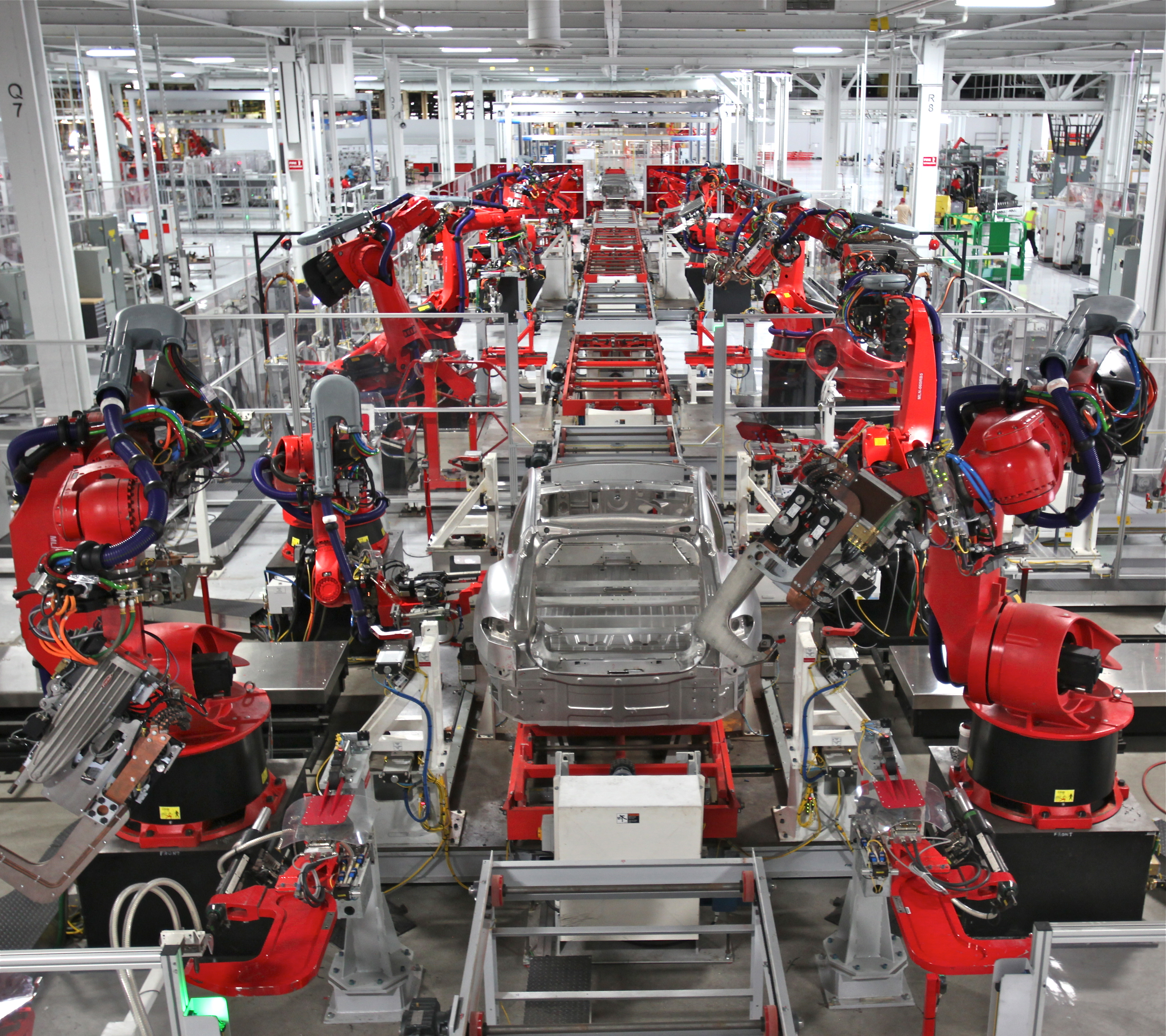
Una línia de muntatge de Tesla l'any 2012, amb nombroses cel·les robòtiques de soldadura per punts.

Per acabar, un robot industrial també necessita suport de personal humà. Els operadors són els treballadors designats per iniciar, monitorar i aturar l'operació del sistema robòtic. Els programadors de robots, per altra banda, són les persones encarregades de definir el programa de treball del robot industrial.

### Manipulador
Un manipulador està compost per articulacions unides per segments rígids, anomenats elements. Cada articulació està connectada a dos elements, permetent moviment relatiu entre ells. Generalment els robots industrials tenen entre quatre i sis articulacions, que permeten posicionar i sovint orientar els terminals.
Les característiques més importants dels elements són: resistència, rigidesa, pes, inèrcia, la ubicació i tipus de coixinet, la lubrificació del coixinet, les toleràncies a la junta amb l'articulació i la forma o estètica del robot. Generalment els elements i les bases dels manipuladors són d'acer, ferro colat o alumini. Els robots col·laboratius tendeixen a fer servir aliatges metàl·lics lleugers, sovint recoberts amb espumes o plàstics tous, per reduir la inèrcia del robot.
Majoritàriament, les articulacions dels robots són parells cinemàtics de tipus prismàtic o de revolució. Com que molts manipuladors industrials tenen semblança amb l'anatomia d'un braç humà, també es pot referir a les articulacions com a braç, espatlla i colze, mentre que les articulacions d'orientació s'anomenen canell. Cada articulació ha de ser accionada per un actuador, que mou els elements segons les instruccions del sistema de control. Les característiques que s'han de considerar pels actuadors són: potència, controlabilitat, pes i volum, precisió, velocitat, manteniment i cost. Actualment la gran majoria d'actuadors emprats en robòtica industrial són servomotors elèctrics. Aquests actuadors estan formats per un motor de corrent altern, un sensor de posició i un controlador. Per millorar el posicionament i la controlabilitat dels robots, els actuadors es munten directament a l'articulació que es vol moure sense transmissions mecàniques. Aquesta configuració s'anomena accionament directe i avui en dia és emprada per la majoria de fabricants de robots.

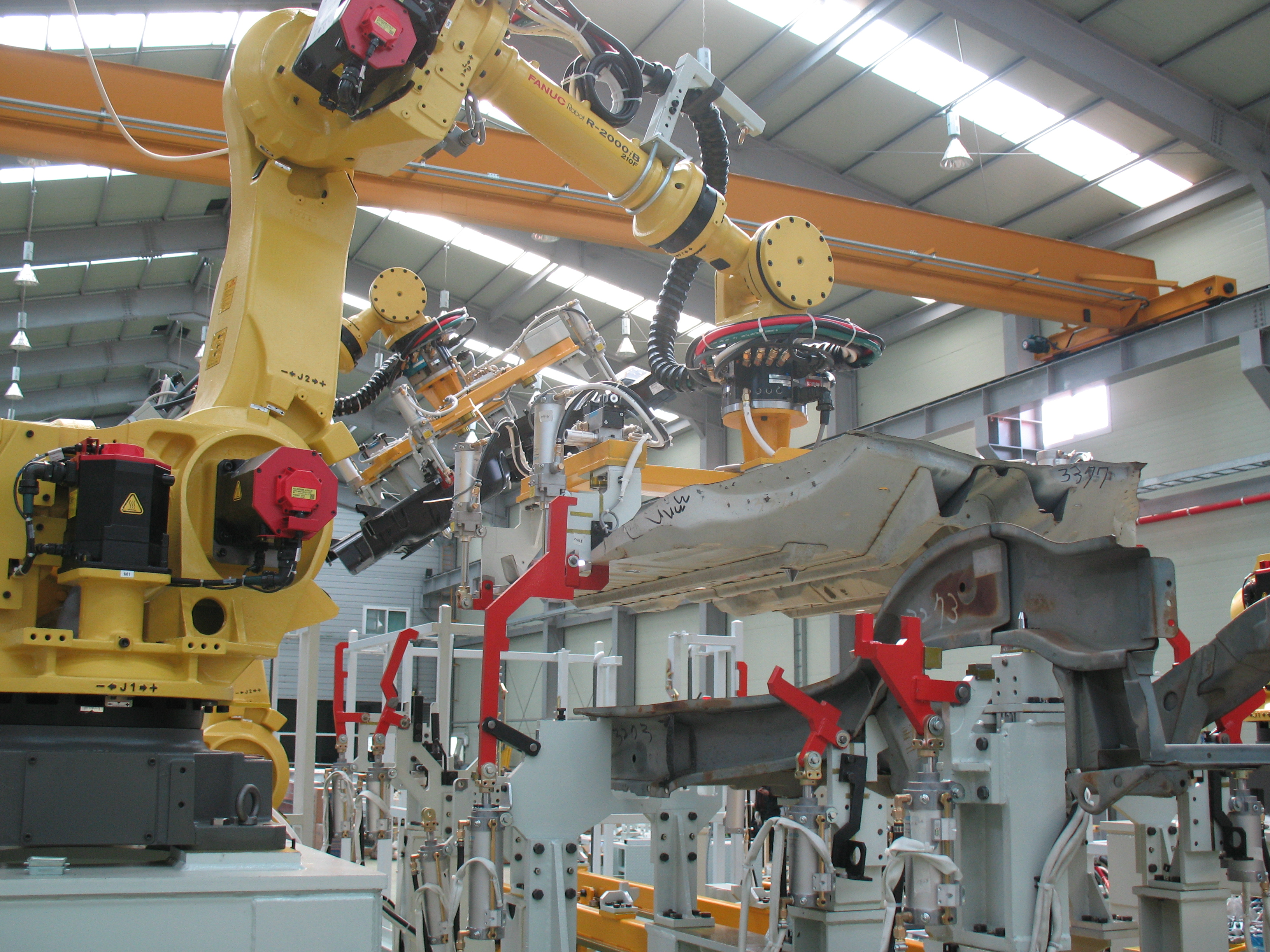
Un robot industrial Fanuc R-2000. A la foto es pot apreciar l'accionament directe, amb els actuadors muntats a les articulacions.

### Sistema de control
El sistema de control d'un robot és l'electrònica i el programari que controlen l'execució del programa de treball del manipulador. Generalment aquest conjunt s'agrupa en una unitat de control, que també inclou una consola de guiatge per interactuar amb els usuaris i les connexions amb la resta d'elements de la cel·la robòtica.

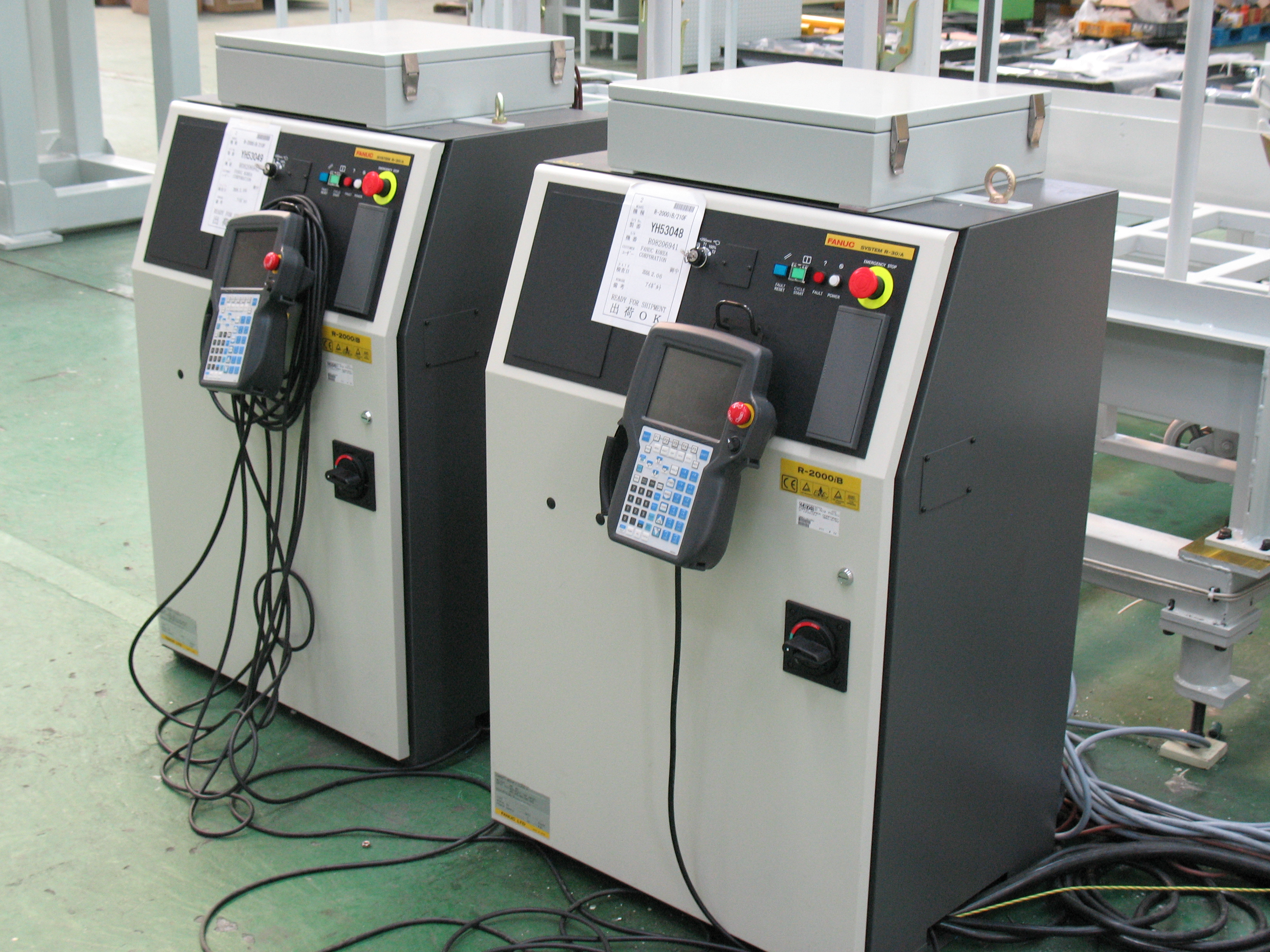
Dues unitats de control de robots Fanuc R-2000, amb les consoles de guiatge penjades al davant.

Els robots industrials tenen tres modes de funcionament principals: control punt a punt (PTP), de trajectòria contínua (CP) o intel·ligent.
1. El control punt a punt, o PTP de l'anglès point-to-point, consisteix en una seqüència de posicions definides que el manipulador seguirà durant el cicle de treball. Cada punt està definit pel valor de totes les articulacions i, entre punt i punt, no hi ha control de la ruta que seguirà el braç robot.
2. El control de trajectòria contínua, o CP de l'anglès continuous path, fa que el manipulador segueixi una ruta contínua en comptes d'una sèrie de punts. Algunes trajectòries regulars, com línies rectes entre dos punts, es poden calcular per cada moviment. Per altra banda, les trajectòries irregulars contínues sovint es defineixen mitjançant una sèrie de punts discrets molt propers entre ells.
3. El control intel·ligent incorpora un cert grau d'autonomia, mitjançant sensors i algorismes que permeten canviar la trajectòria del robot. Per exemple, un robot de paletització pot fer servir càmeres per estimar la posició i orientació de les capses i canviar la trajectòria per adaptar-s'hi.

Els programes dels robots són una seqüència de moviments i posicions repetitius, un cicle de treball, que el manipulador ha d'executar per acomplir la tasca. El programari també pot incloure instruccions i funcions per interactuar amb equipament extern, com sensors o actuadors addicionals. Generalment els robots industrials es programen fent servir dos mètodes: programació per guiatge o textual. La programació per guiatge consisteix a moure el robot com s'hauria de moure durant el cicle de treball i guardar-ho en un programa. En funcionament el sistema de control simplement ha de repetir els moviments guardats a la memòria. Per moure el robot es pot fer servir la consola de guiatge o un terminal específic que s'acobla al canell i que permet desplaçar el robot manualment. Aquest últim mètode és típic en robots que han de seguir trajectòries contínues, per exemple en aplicacions de pintura, ja que és un mètode més intuïtiu de programar. La programació textual, per altra banda, es realitza amb un llenguatge de programació en un ordinador i després es transfereix al robot. Sol ser un mètode més complex de programar però permet incorporar funcions més avançades.

Un robot UR16e de l'empresa Universal Robots, amb la consola de guiatge per programar-lo a un primer pla.

### Terminal
Els terminals són l'utillatge que s'acobla al canell d'un robot per fer una tasca específica. Com que els robots industrials són màquines de propòsit general, el terminal que s'ha de fer servir depèn de cada aplicació. Els terminals s'han d'integrar amb els robots, tant a nivell mecànic com de control, per poder funcionar de forma automàtica. En general hi ha dues categories de terminal: les eines i les pinces.
Les eines es fan servir quan el robot ha de processar els components. Els terminals d'eina més comuns a la indústria són els de soldadura i mecanització, els esprais de pintura i els dispensadors d'adhesius o segelladors.

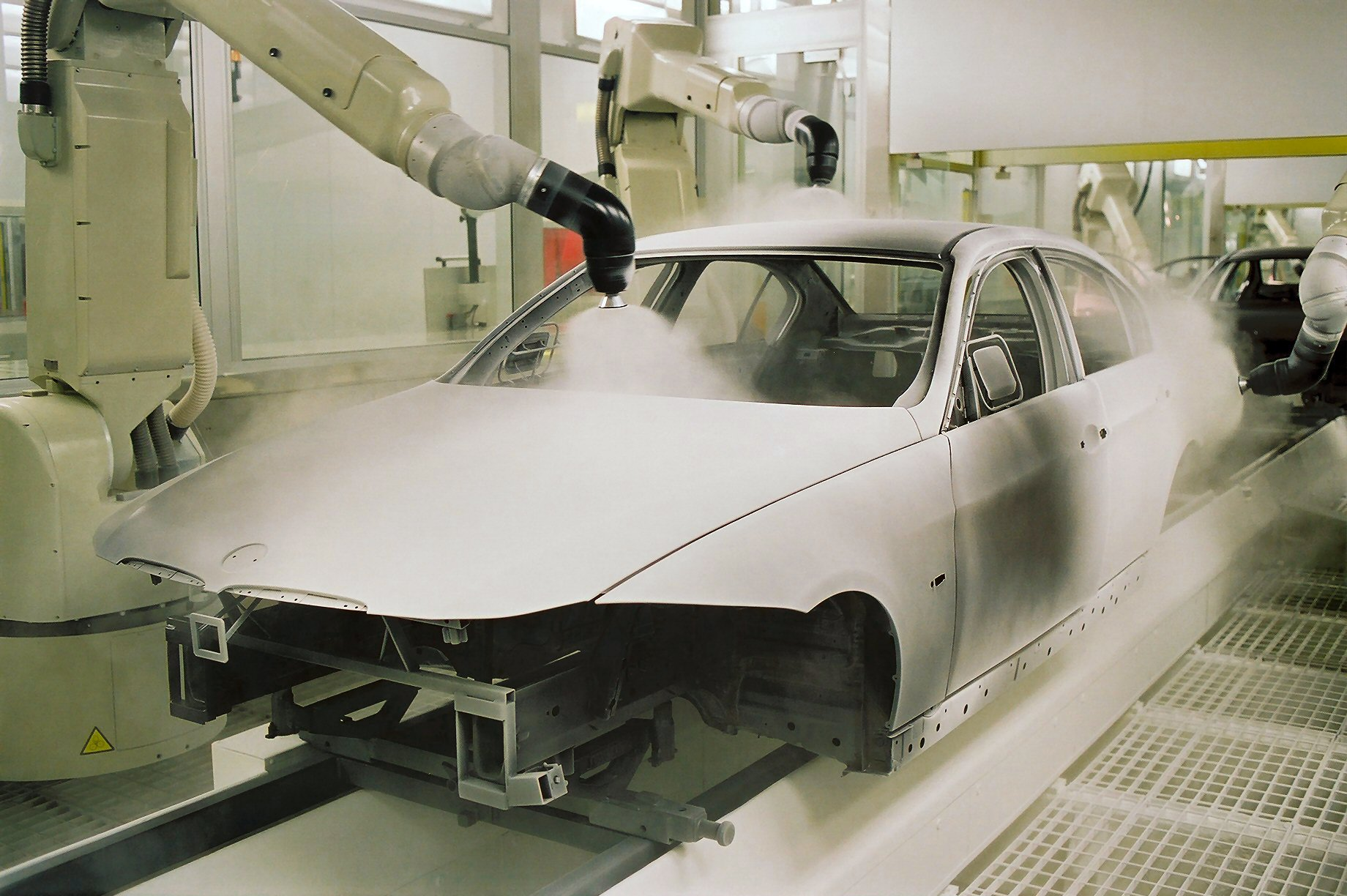
Cel·les de pintura de l'empresa BMW l'any 2005, amb robots equipats amb terminals d'esprai

Les pinces, per altra banda, estan dissenyades per subjectar i moure objectes durant el cicle de treball del robot. Els terminals de pinça se solen fer servir en aplicacions de muntatge, distribució i paletització. Segons l'objecte que s'hagi de subjectar es poden fer servir pinces mecàniques, ventoses de buit o imants. Si el producte és delicat, com a la indústria alimentària, també hi ha terminals de robòtica tova que apliquen una subjecció suau.

## Classificació per estructura mecànica
La Federació Internacional de Robòtica classifica els robots industrials més comuns segons la seva estructura mecànica en sis categories: robots articulats, cartesians, cilíndrics, delta, scara i altres menys comuns (com l'esfèric).

### Robot articulat
Un robot articulat, o angular, és un robot industrial compost de, com a mínim, tres articulacions de revolució amb el primer eix de rotació disposat en sentit vertical i els altres dos en paral·lel en sentit horitzontal.

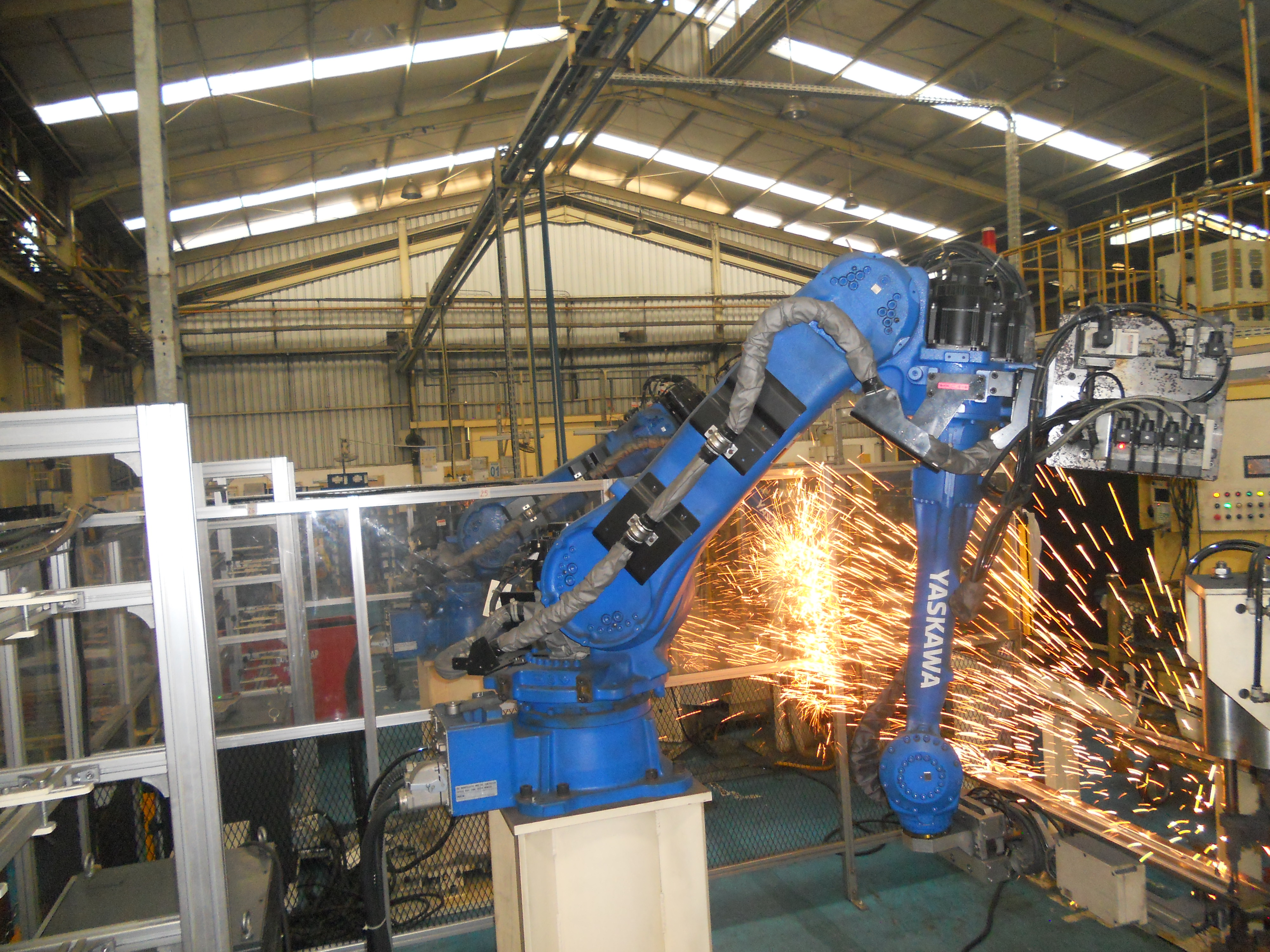
Un robot articulat de Yaskawa a una fàbrica de components d'automoció a Indonèsia l'any 2017.

Els robots articulats tenen nombrosos avantatges: alta maniobrabilitat, gran accessibilitat, espai de treball extens en relació al volum ocupat pel propi robot, disseny mecànic estilitzat, ocupen un espai de treball reduït, operació ràpida i capacitat d'efectuar trajectòries complexes de forma contínua. Per altra banda, en comparació amb altres estructures mecàniques té menys capacitat de càrrega, és intuïtivament difícil de preveure certes trajectòries, la precisió disminueix a mesura que el braç s'estén i les trajectòries rectilínies són més difícils de gestionar pel sistema de control.
Els robots articulats es fan servir en tot tipus d'aplicacions i són els més emprats industrialment. Algunes de les tasques més comunes d'aquest tipus de robot són la pintura, soldadura, manipulació de materials o empaquetatge. Les mides d'aquests tipus de configuració són molt variables, entre 0,5 metres fins a més de 3,5 m, amb grans diferències en la capacitat de càrrega, que pot anar des d'uns 3 kg fins a una tona. Segons la Federació Internacional de Robòtica, l'any 2013, els robots articulats representaven una quota de mercat del 60% sobre el total de robots industrials venuts.

### Robot cartesià
Un robot cartesià, o rectangular, és un robot industrial comprès de tres articulacions prismàtiques amb les direccions de translació disposades perpendicularment, seguint un sistema de coordenades cartesianes.

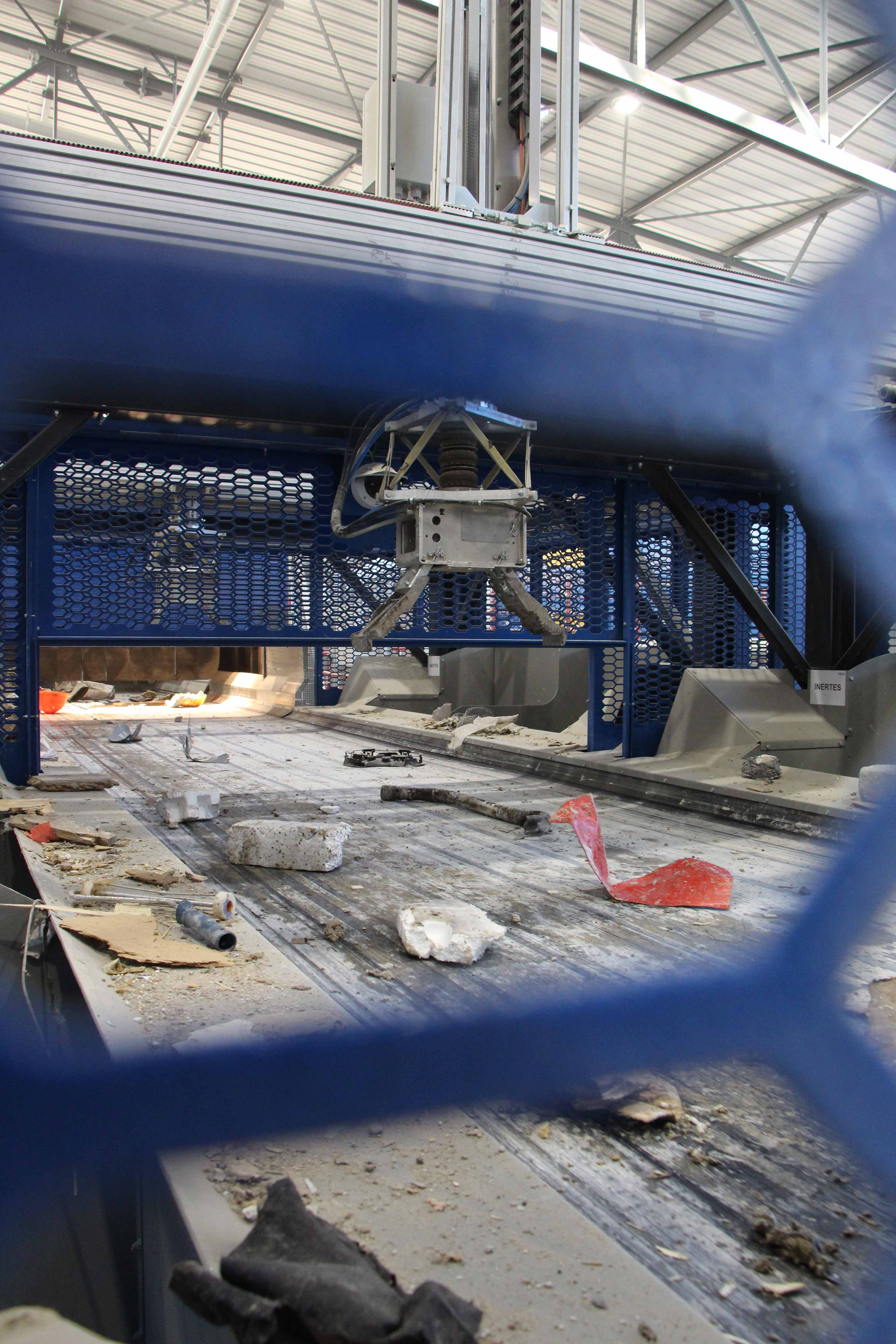
Un robot cartesià de l'empresa Sortera fet servir per classificar i reciclar residus de la construcció a Suïssa.

Els avantatges dels robots cartesians respecte altres configuracions són que els moviments són fàcilment programables i precisos, les seves característiques són constants dins de tot el volum de treball, el sistema de control és senzill i intuïtiu, l'estructura és simple, inherentment rígida, pot tenir una gran capacitat de càrrega, cobrir grans àrees de treball i també es pot ampliar fàcilment, ja que sovint són estructures modulars. Per contra, són robots molt voluminosos amb relació a l'espai de treball cobert, tenen dificultats per accedir a zones amb accés limitat i requereixen un manteniment regular de les guies lineals.
Les aplicacions més habituals del robot cartesià són el muntatge electrònic i el transport de productes voluminosos o pesants a dins de fàbriques. L'any 2013, segons la Federació Internacional de Robòtica, els robots rectangulars representaven una quota de mercat del 22% del total de robots industrials venuts.

### Robot cilíndric
Un robot cilíndric és un robot industrial format per una articulació de revolució, generalment la primera, i dues articulacions prismàtiques, amb l'eix de rotació i les direccions de translació disposades seguint un sistema de coordenades cilíndriques.
Els seus principals avantatges són uns moviments fàcilment controlables i programables, que simplifiquen el sistema de control, una bona precisió i capacitat d'operació ràpida, una bona accessibilitat a les zones frontals i laterals, una estructura simple i una configuració adequada per l'ús en espais de treball radials. Per contra, els principals desavantatges són un espai de treball relativament petit i la necessitat de manteniment elevat degut a la presència de guies prismàtiques.
Aquests robots són particularment adequats per subministrar altres màquines o aplicacions de col·locació en general. Es fan servir majoritàriament a l'Àsia on generalment s'empren a la producció electrònica, amb un 90% dels robots cilíndrics treballant en aquest sector. Tot i això al Japó també s'han usat a l'agricultura, per exemple recollint fruita. Segons la Federació Internacional de Robòtica, l'any 2013, els robots cilíndrics ocupaven una quota de mercat del dos per cent sobre el total de robots industrials venuts.

### Robot delta
Un robot delta és un robot industrial compost per tres manipuladors que connecten una base elevada i un terminal comuns. És un subtipus de robot paral·lel amb la característica clau que usa paral·lelograms a tots els manipuladors, permetent mantenir constant l'orientació del terminal. Generalment, aquests robots estan actuats amb tres articulacions prismàtiques o de revolució, muntats a la base de sobre de l'espai de treball.

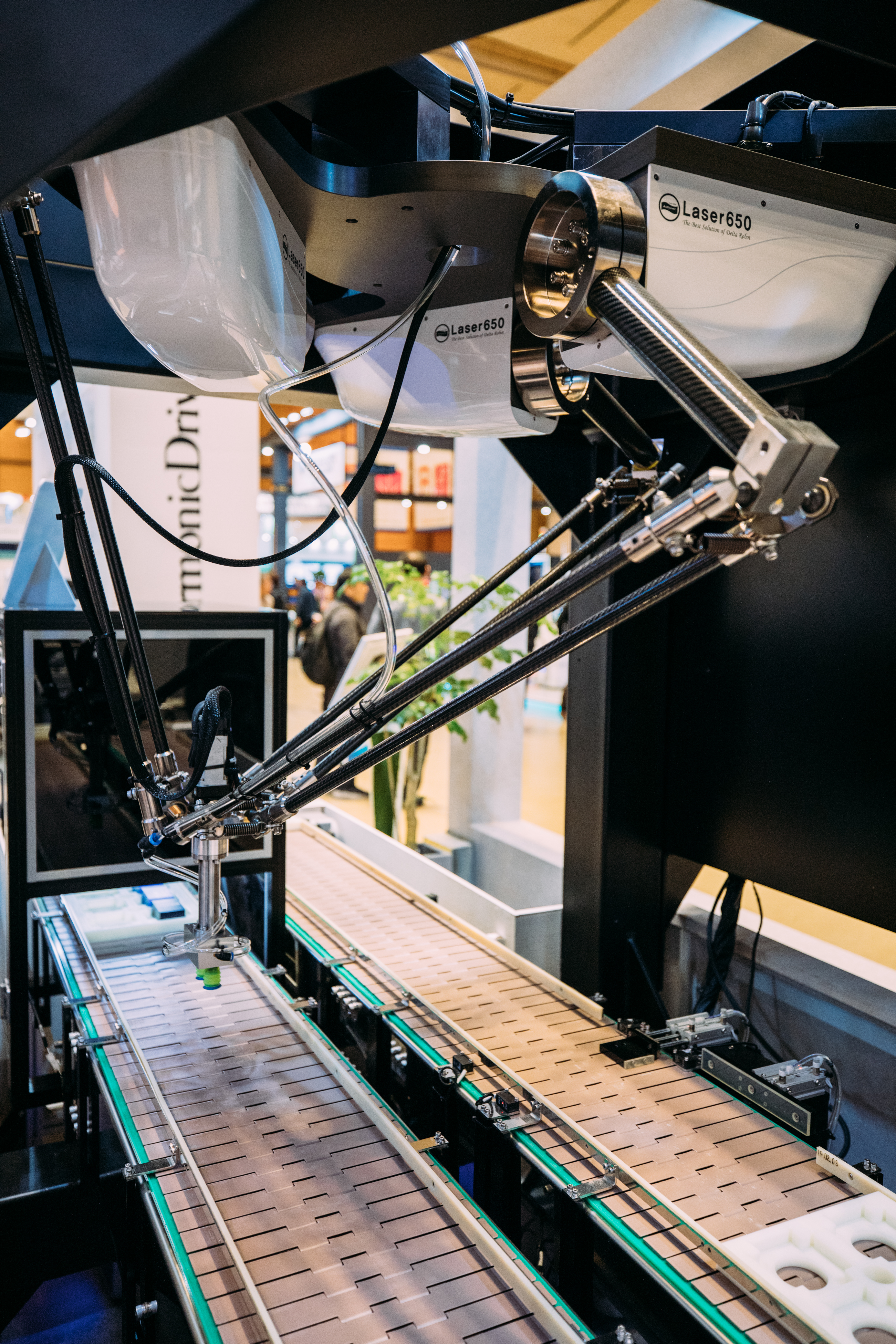
Un robot delta de l'empresa coreana Neuromeka funcionant a sobre d'una cinta transportadora.

El principal avantatge dels robots delta és que, a causa del poc pes i inèrcia dels manipuladors, ofereix una elevada acceleració i velocitat, que pot arribar als 30 g i 10 m/s. Per altra banda, generalment, només poden moure petites càrregues útils en reduïts espais de treball. Típicament, pesos per sota dels 8 kg en espais de treball cilíndrics, de menys d'1 m de diàmetre i 0,2 m d'alçada.
És un tipus de robot molt adequat per a les línies d'embalatge o muntatge dels sectors alimentari, farmacèutic i electrònic. Segons la Federació Internacional de Robòtica, l'any 2013, els robots delta representaven una quota de mercat de l'u per cent sobre el total de robots industrials venuts.

### Robot SCARA
Un robot SCARA, de l'anglès selective compliance assembly robot arm, és un robot industrial amb dues o tres articulacions de revolució, amb tots els eixos de rotació verticals, i una articulació prismàtica també en direcció vertical.
Els principals avantatges dels robots SCARA són el baix cost, a causa de la seva senzillesa geomètrica, una gran rigidesa en l'eix vertical i alta mobilitat en el pla horitzontal, en el qual pot accelerar i moure's ràpidament mantenint una gran precisió. Per contra, generalment tenen una capacitat de moure càrregues útils molt baixa, sovint per sota de dos quilos, amb un abast d'un metre.

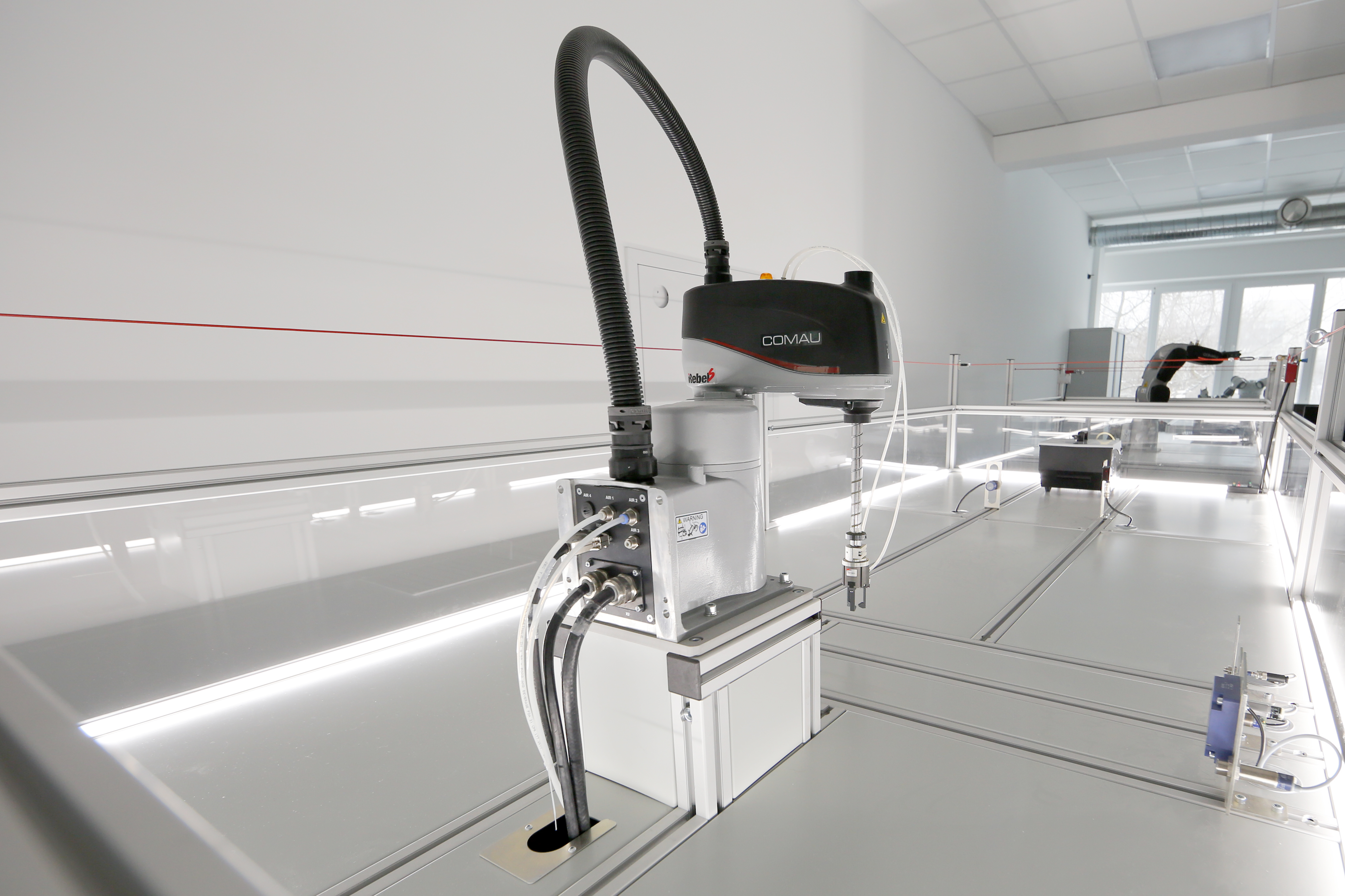
Un robot SCARA de l'empresa Comau, part del grup Stellantis, a un laboratori.

Aquesta configuració és ideal per la fabricació de components electrònics, productes alimentaris i altres béns de consum. L'any 2013, segons la Federació Internacional de Robòtica, els robots SCARA representaven un dotze per cent de la quota de mercat sobre el total de robots industrials venuts. És especialment popular a l'Àsia, continent que compra el 50% de la producció d'aquests models, a causa de la importància del sector electrònic.

## Conceptes bàsics dels robots industrials
Es defineixen conceptes bàsics com a conceptes que cal conèixer a l'hora de dissenyar o escollir un robot per una certa tasca.
Nombre de graus de llibertatNombre de moviments independents que pot efectuar respecte a un sistema de coordenades associat. Cada moviment independent que pot realitzar un robot, li afegeix un grau de llibertat. En l'actualitat els robots industrials presenten valors que van entre 3 i 6 graus de llibertat. El nombre de graus de llibertat que té un robot determina la seva accessibilitat i la seva capacitat per orientar el seu element terminal. És freqüent que el nombre de graus de llibertat que presenta un robot comercial coincideixi amb el nombre d'articulacions que té. L'elecció del nombre de graus de llibertat necessaris ve determinat pel tipus d'aplicació a la que es destinarà el robot. El màxim nombre de graus de llibertat possibles en un espai 3D és de 6 (3 per posició i 3 per orientació). Per abusos del llenguatge se sol confondre graus de llibertat amb graus de mobilitat (nombre d'articulacions que presenta un robot). El màxim nombre de graus de mobilitat en un espai 3D és infinit. Un augment del nombre de graus de llibertat porta a un augment del preu del robot.
Error de posicióUna altra de les prestacions en la utilització de robots per a la realització de tasques industrials, és a més de la velocitat i flexibilitat presentats, el baix error de posicionament que posseeixen. Per tal de definir aquest error és necessari tenir en compte tres conceptes bàsics que estan relacionats: Precisió, repetibilitat i resolució.
ResolucióMínima distància que pot ser garantida a l'hora de moure el TCP (Tool Center Point) és a dir, és el moviment més petit que pot fer. Aquesta característica depèn del sistema de control (nombre de bits) i de les imprecisions mecàniques del robot. Cada eix del robot pot presentar la seva pròpia resolució.
Resolució espacialEs refereix al mínim increment de moviment del canell (sense element terminal) que pot ser controlat per un robot. La resolució espacial depèn de la resolució del sistema de control del robot (sistema de posicionat i sistema sensorial) i de les imprecisions mecàniques de les seves articulacions. La resolució espacial és la suma de la resolució del sistema de control i de les imprecisions mecàniques. Factors que determinen la resolució de control són el rang de moviments del braç, el nombre de bits del controlador per cada moviment, el moviment del braç pot ser dividit en moviments bàsics i la resolució de cada grau de llibertat es determina de manera separada, la resolució total del sistema de control es calcula a partir de la suma de les resolucions de cada component.
PrecisióDiferència entre el punt destí programat i el valor mitjà dels punts assolits al repetir diverses vegades el mateix moviment amb càrrega i temperatura nominals. Aquest fet existeix a causa de mals calibratges, errors en l'arrodoniment dels càlculs, jocs en els elements mecànics, deformacions d'origen tèrmic i dinàmic,... En els catàlegs subministrats pels fabricants apareix la precisió del TCP, però un robot no sempre presenta la mateixa precisió a cada un dels seus eixos.
RepetibilitatRadi de l'esfera que conté els punts assolits per un robot després d'haver fet diverses vegades el mateix moviment amb condicions de temperatura i càrrega iguals. Per tant, es pot dir que és la capacitat d'un robot per situar-se en un punt on havia anat prèviament. L'error de repetibilitat és degut principalment a causa d'imprecisions mecàniques. Els valors normals de repetibilitat en els robots industrials comercials van entre ±2mm i ±0,01mm.
Capacitat de càrrega
La capacitat de càrrega d'un robot ve proporcionada pel fabricant i es mostra en el full de característiques del robot. Aquesta dada correspon a la càrrega nominal que pot transportar el robot sense que perdi característiques dinàmiques i considerant sempre la configuració més desfavorable. A l'hora d'avaluar la capacitat de càrrega necessària, s'ha de tenir en compte que l'element terminal no es troba inclòs en les característiques donades.
VelocitatLa velocitat a la que es pot moure un robot i la càrrega que transporta estan inversament relacionades (a major càrrega menor velocitat i a la inversa). També sol existir una relació inversa entre l'error de posicionament i la velocitat d'un robot. La velocitat d'un robot, pot ser donada per la velocitat de cadascuna de les seves articulacions o bé per la velocitat mitjana del seu extrem (més útil per l'usuari però més imprecís). La velocitat nominal d'un robot és una dada rellevant pel càlcul dels temps de cicle, sobretot en robots que s'utilitzen per a la manipulació o assemblatge. S'ha de considerar que la dada proporcionada pel fabricant correspon al funcionament en règim permanent (implica moviments suficientment llargs). Els temps de parada i arrancada són significatius (fins a assolir la velocitat nominal). Els valors habituals de velocitat oscil·len entre 1 i 4 m/s amb càrrega màxima. La velocitat i l'acceleració màxima a la que pot operar un robot depèn també de la forma en què es troba funcionant.
DocilitatCapacitat que té un robot per efectuar desplaçaments del canell en resposta a una força exercida sobre ell.
ManiobrabilitatCapacitat que presenta un robot per esquivar obstacles a l'hora de fer trajectòries indicades.
AccessibilitatCapacitat que presenta el robot d'accedir a un mateix punt de l'espai amb diferents orientacions del TCP.
Àrea de treball o espai de treballÉs definit per tots els punts de l'espai on el robot pot col·locar el seu punt extrem. Mai s'ha d'utilitzar l'element terminal acoblat al canell del robot per calcular l'àrea de treball. Cal recordar que l'element terminal es tracta d'un element afegit al robot i varia segons la tasca a la que aquest es troba destinat. En els catàlegs de fabricants sol venir indicada l'àrea de treball mitjançant un dibuix acotat. Si la informació és de tipus numèric l'àrea de treball s'indica mitjançant el rang de recorregut de cada articulació. Un robot industrial ha d'estar dissenyat de manera que el seu espai de treball li permeti arribar a tots els punts necessaris per poder fer la tasca indicada.

## Sensors

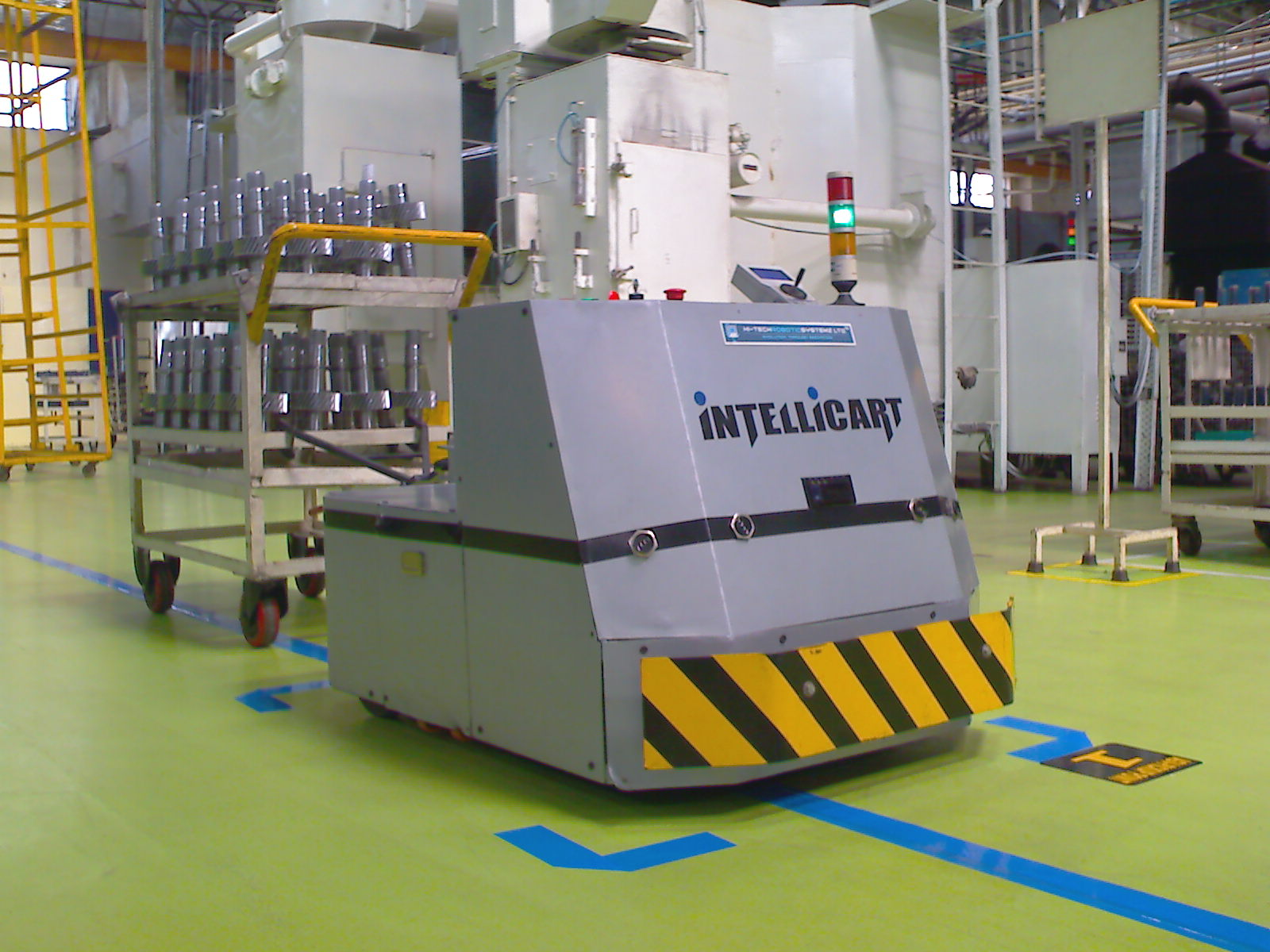
Un vehicle de guiat automàtic transportant peces a una fàbrica.

Depenent de la tasca que han de realitzar o bé de la seguretat que hi ha d'haver, molts dels robots industrials estan dotats d'una sèrie de sensors que li permeten obtenir informació tant de l'interior com de l'exterior del robot i poder actuar segons aquestes informació captada.
Per exemple, un vehicle de guiat automàtic d'un magatzem automatitzat, que transporta objectes i es guia a partir de seguir una línia de color en el terra, és necessari que disposi d'un sensor capaç de captar, reconèixer i distingir aquesta línia. Un altre exemple molt clar de la necessitat de sensors es pot trobar en la situació que el robot ha de treballar en una zona on hi poden accedir persones i, per tant, és necessari poder captar aquest fet per tal d'evitar accidents.
Els principals sensors utilitzats en els robots industrials són:
- Sensors de desplaçament angular (codificadors de contacte, potenciòmetres, resolvers, codificadors òptics, magnètics, inductius, capacitius).
- Sensors de desplaçament lineal (regletes de contacte, potenciòmetres de desplaçament lineals, LVDT, regles magnètiques, inductosyn, regles òptiques).
- Sensors de velocitat (dinamos tacomètriques, convertidors de freqüència)
- Sensors de forces i parells (galgues extensiomètriques)
- Sensors de presència (finals de carrera, òptics, inductius, capacitius).
- Sensors de proximitat (cèl·lula Reed, ultrasons, efecte Hall)
- Sensors de distància (ultrasons, làser)
- Visió artificial i sistemes tàctils (en general combinació de programari i maquinari).

## Actuadors
Un actuador és un element motor que li permet al robot realitzar moviments i accions. Tot i que el robot en si pot ser considerat com un actuador complex, aquest caldrà que disposi d'elements motors capaços de convertir els senyals de governabilitat i control en moviments i/o accions.
D'aquests actuadors cal tenir en compte la potència consumida, la seva controlabilitat, el pes, volum, la seva velocitat de reacció i resposta, el seu cost i el manteniment necessari.
Els actuadors més comuns són:
- Els cilindres pneumàtics.
- Els motors pneumàtics d'aletes rotatives.
- Els motors pneumàtics de pistons.
- Els cilindres hidràulics.
- Els motors hidràulics d'aletes rotatives.
- Els motors hidràulics de pistons.
- Els motors de corrent continu (DC).
- Els motors de corrent altern (AC).
- Els motors pas a pas.